# إستفان سيشيني
إستفان سيشيني (21 سبتمبر 1791 - 8 أبريل 1860) هو كان سياسي وكاتب مجري يُعتبر على نطاق واسع أحد أعظم رجال الدولة في تاريخ المجر، داخل المجر لا يزال معروفًا لدى الكثيرين باسم «أعظم مجري».